# Mallinella scutata (Bosmans & van Hove)
Mallinella scutata là một loài nhện trong họ Zodariidae.
Loài này thuộc chi Mallinella. Mallinella scutata được Bosmans & van Hove miêu tả năm 1986.

## Voorkomen
Loài này được phát hiện ở Kameroen.